# Le Docteur Fautrieus
Le Docteur Fautrieus est une eau-forte de Rembrandt gravée en 1652. Répertoriée sous la notation B. 270, elle a été réalisée en quatre états. Elle a longtemps été appelée à tort — et on continue de trouver ce nom dans certains ouvrages — Faust ou Docteur Faust, alors que la gravure n'a rien à avoir avec le mythe de Faust : il s'agit en fait d'un philosophe nommé Fautrieus ; la pièce était d'ailleurs connue jusqu'au catalogue de Charles Blanc sous le nom de Le Docteur Fautrieus, philosophe hollandais.
La confusion est liée au fait que Goethe a inséré cette gravure dans l'édition de 1790 de son Faust. L'appellation L'Alchimiste chez lui dans son cabinet a également été utilisé.

## Description
La gravure représente un savant, comme le montre le livre, le crayon dans sa main droite, le globe terrestre et le crâne.
Un cercle lumineux brille devant la fenêtre, et les quatre lettres INRI se détachent en son centre. C'est l'inscription, « Iesus Nazarenus Rex Iudaeorum » (Jésus de Nazareth roi des Juifs), figurant sur la croix de la passion, mais elle a pour les alchimistes une autre signification, « Ignis Natura Renovatur Integram » (Le feu régénère la nature dans sa pureté). L'historien de l'art Jean-Marie Clarke a fait remarquer la disposition inhabituelle de ces quatre lettres, permettant la lecture « RIIN », le patronyme de Rembrandt (Harmensz. van Rijn).
Un texte est inscrit à la place où seraient les heures de la pendule :

« ADAM Te DAGERAM AMRTET ALGAR ALGASTNA. »

Il est possible de déchiffrer cet anagramme avec la clé de permutation des lettres. Une main sort de sous le cercle, montrant une forme ovale.
Rembrandt a gravé cette estampe à l'eau-forte, qu'il a rehaussée à la pointe sèche et au burin dans les états postérieurs. Il l'a réalisée vers 1652 à Haarlem.